# Karlsruher Sport-Club Mühlburg-Phönix 2014-2015
Questa voce raccoglie le informazioni riguardanti lo  Karlsruher Sport-Club Mühlburg-Phönix  nelle competizioni ufficiali della stagione calcistica 2014-2015.

## Stagione
Nella stagione 2014-2015 il Karlsruhe, allenato da Markus Kauczinski, concluse il campionato di 2. Bundesliga al 3º posto e perse i play-off con l'Amburgo. In coppa di Germania il Karlsruhe fu eliminato al secondo turno dal Kickers Offenbach.

## Rosa
| N. |                        | Ruolo | Calciatore        |
| -- | ---------------------- | ----- | ----------------- |
| 1  | Germania (bandiera)    | P     | Dirk Orlishausen  |
| 2  | Germania (bandiera)    | D     | Philipp Klingmann |
| 3  | Giamaica (bandiera)    | D     | Daniel Gordon     |
| 4  | Germania (bandiera)    | D     | Martin Stoll      |
| 5  | Germania (bandiera)    | D     | Dennis Kempe      |
| 6  | Germania (bandiera)    | D     | Jan Mauersberger  |
| 7  | Germania (bandiera)    | D     | Sascha Traut      |
| 8  | Germania (bandiera)    | C     | Reinhold Yabo     |
| 9  | Giappone (bandiera)    | C     | Hiroki Yamada     |
| 11 | Azerbaigian (bandiera) | A     | Dimitrij Nazarov  |
| 13 | Germania (bandiera)    | C     | Dominic Peitz     |
| 14 | Germania (bandiera)    | D     | Manuel Gulde      |
| 15 | Germania (bandiera)    | C     | Boubacar Barry    |
| 17 | Germania (bandiera)    | A     | Rouwen Hennings   |
| 18 | Spagna (bandiera)      | C     | Manuel Torres     |

| N. |                          | Ruolo | Calciatore        |
| -- | ------------------------ | ----- | ----------------- |
| 19 | Bulgaria (bandiera)      | A     | Ilijan Micanski   |
| 20 | Austria (bandiera)       | D     | Ylli Sallahi      |
| 21 | Francia (bandiera)       | C     | Gaëtan Krebs      |
| 22 | Italia (bandiera)        | A     | Enrico Valentini  |
| 23 | Germania (bandiera)      | C     | Jonas Meffert     |
| 24 | Germania (bandiera)      | P     | René Vollath      |
| 25 | Germania (bandiera)      | P     | Florian Stritzel  |
| 26 | Germania (bandiera)      | C     | Silvano Varnhagen |
| 30 | Germania (bandiera)      | D     | Mirko Schuster    |
| 31 | Germania (bandiera)      | D     | Philipp Max       |
| 32 | Italia (bandiera)        | C     | Ernesto de Santis |
| 33 | Corea del Sud (bandiera) | C     | Park Jung-bin     |
| 34 | Germania (bandiera)      | C     | Tim Grupp         |
| 35 | Germania (bandiera)      | D     | Matthias Bader    |

## Organigramma societario
Area tecnica
- Allenatore: Markus Kauczinski
- Allenatore in seconda: Argirios Giannikīs
- Preparatore dei portieri: Kai Rabe
- Preparatori atletici: Markus Zidek

## Risultati

### 2. Bundesliga

#### Girone di andata
| Karlsruhe 3 agosto 2014, ore 15:30 CEST 1ª giornata | Karlsruhe | 0 – 0 referto | Union Berlino | Wildparkstadion (18 489 spett.)\| Arbitro: \| Perl \| |
| Arbitro:                                            | Perl      |               |               |                                                       |

| Arbitro: | Zwayer |

|                          |           |                        |
| Kapllani 16’, 45’ (rig.) | Marcatori | 11’, 18’, 41’ Micanski |

| Arbitro: | Osmers |

|  |           |                    |
|  | Marcatori | 19’ Gulde 65’ Yabo |

| Arbitro: | Dietz |

|                 |           |             |
| Yabo 48’ (rig.) | Marcatori | 6’ Grimaldi |

| Arbitro: | Kircher |

|            |           |            |
| Tasaka 62’ | Marcatori | 19’ Torres |

| Arbitro: | Siebert |

|                         |           |  |
| Yamada 9’ Yabo 20’, 40’ | Marcatori |  |

| Arbitro: | Schmidt |

|                             |           |              |
| Kaiser 37’ Poulsen 48’, 58’ | Marcatori | 33’ Micanski |

| Arbitro: | Gräfe |

|  |           |                   |
|  | Marcatori | 39’ (aut.) Gordon |

| Arbitro: | Kempter |

|                    |           |  |
| Lakić 20’ Gaus 35’ | Marcatori |  |

| Karlsruhe 19 ottobre 2014, ore 13:30 CEST 10ª giornata | Karlsruhe  | 0 – 0 referto | Aalen | Wildparkstadion (12 494 spett.)\| Arbitro: \| Wingenbach \| |
| Arbitro:                                               | Wingenbach |               |       |                                                             |

| Arbitro: | Stegemann |

|  |           |                                         |
|  | Marcatori | 18’, 89’ Yamada 31’ Hennings 80’ Alibaz |

| Arbitro: | Bandurski |

|            |           |              |
| Torres 65’ | Marcatori | 73’ Stiefler |

| Arbitro: | Kinhöfer |

|  |           |                            |
|  | Marcatori | 47’, 75’ Yamada 57’ Gordon |

| Arbitro: | Aarnink |

|                    |           |  |
| Nazarov 74’ (rig.) | Marcatori |  |

| Darmstadt 28 novembre 2014, ore 18:30 CET 15ª giornata | Darmstadt | 0 – 0 referto | Karlsruhe | Merck-Stadion am Böllenfalltor (15 200 spett.)\| Arbitro: \| Cortus \| |
| Arbitro:                                               | Cortus    |               |           |                                                                        |

| Arbitro: | Drees |

|            |           |  |
| Torres 39’ | Marcatori |  |

| Arbitro: | Schriever |

|                       |           |                              |
| Wittek 28’ Okotie 74’ | Marcatori | 59’, 68’ Hennings 67’ Yamada |

#### Girone di ritorno
| Arbitro: | Ittrich |

|                       |           |  |
| Quiring 2’ Polter 72’ | Marcatori |  |

| Arbitro: | Weiner |

|                                               |           |            |
| Hennings 16’, 51’ Yabo 20’ Nazarov 66’ (rig.) | Marcatori | 72’ Aoudia |

| Arbitro: | Hartmann |

|                     |           |          |
| Hennings 55’ (rig.) | Marcatori | 60’ Fink |

| Arbitro: | Gagelmann |

|  |           |              |
|  | Marcatori | 31’ Hennings |

| Karlsruhe 21 febbraio 2015, ore 13:00 CET 22ª giornata | Karlsruhe | 0 – 0 referto | Bochum | Wildparkstadion (11 989 spett.)\| Arbitro: \| Kampka \| |
| Arbitro:                                               | Kampka    |               |        |                                                         |

| Arbitro: | Winkmann |

|                |           |              |
| Burgstaller 4’ | Marcatori | 45’ Hennings |

| Karlsruhe 9 marzo 2015, ore 20:15 CET 24ª giornata | Karlsruhe | 0 – 0 referto | RB Lipsia | Wildparkstadion (17 829 spett.)\| Arbitro: \| Brand \| |
| Arbitro:                                           | Brand     |               |           |                                                        |

| Arbitro: | Siebert |

|              |           |                              |
| Hartmann 45’ | Marcatori | 33’ Gordon 82’, 90’ Hennings |

| Karlsruhe 22 marzo 2015, ore 13:30 CET 26ª giornata | Karlsruhe | 0 – 0 referto | Kaiserslautern | Wildparkstadion (27 556 spett.)\| Arbitro: \| Kircher \| |
| Arbitro:                                            | Kircher   |               |                |                                                          |

| Arbitro: | Osmers |

|                         |           |                          |
| Gjasula 54’ (rig.), 65’ | Marcatori | 2’ Hennings 63’ Micanski |

| Arbitro: | Gagelmann |

|                            |           |  |
| Hennings 3’, 19’ Gulde 69’ | Marcatori |  |

| Sandhausen 17 aprile 2015, ore 18:30 CEST 29ª giornata | Sandhausen | 0 – 0 referto | Karlsruhe | Hardtwaldstadion (12 136 spett.)\| Arbitro: \| Sippel \| |
| Arbitro:                                               | Sippel     |               |           |                                                          |

| Arbitro: | Ittrich |

|                   |           |          |
| Hennings 58’, 60’ | Marcatori | 13’ Rapp |

| Arbitro: | Winkmann |

|                              |           |            |
| Mugoša 19’, 75’ Fandrich 85’ | Marcatori | 71’ Torres |

| Arbitro: | Gräfe |

|  |           |           |
|  | Marcatori | 66’ Kempe |

| Arbitro: | Brych |

|  |           |                   |
|  | Marcatori | 43’, 87’ Hennings |

| Arbitro: | Siebert |

|                            |           |  |
| Bülow 9’ (aut.) Torres 69’ | Marcatori |  |

#### Play-off
| Arbitro: | Aytekin |

|              |           |             |
| Iličević 73’ | Marcatori | 4’ Hennings |

| Arbitro: | Gräfe |

|          |           |                      |
| Yabo 78’ | Marcatori | 90’ Díaz 115’ Müller |

### Coppa di Germania
| Arbitro: | Heft |

|             |           |                                                       |
| Fischer 48’ | Marcatori | 51’ Krebs 55’ (rig.) Mauersberger 67’ (rig.) Micanski |

| Arbitro: | Steinhaus |

|            |           |  |
| Pintol 63’ | Marcatori |  |

## Statistiche

### Statistiche di squadra
| Competizione          | Punti | In casa | In casa | In casa | In casa | In casa | In casa | In trasferta | In trasferta | In trasferta | In trasferta | In trasferta | In trasferta | Totale | Totale | Totale | Totale | Totale | Totale | DR  |
| Competizione          | Punti | G       | V       | N       | P       | Gf      | Gs      | G            | V            | N            | P            | Gf           | Gs           | G      | V      | N      | P      | Gf     | Gs     | DR  |
| --------------------- | ----- | ------- | ------- | ------- | ------- | ------- | ------- | ------------ | ------------ | ------------ | ------------ | ------------ | ------------ | ------ | ------ | ------ | ------ | ------ | ------ | --- |
| 2. Bundesliga         | 58    | 17      | 7       | 8       | 2       | 19      | 7       | 17           | 8            | 5            | 4            | 27           | 19           | 34     | 15     | 13     | 6      | 46     | 26     | +20 |
| Relegation Bundesliga | -     | 1       | 0       | 0       | 1       | 1       | 2       | 1            | 0            | 1            | 0            | 1            | 1            | 2      | 0      | 1      | 1      | 2      | 3      | -1  |
| Coppa di Germania     | -     | 0       | 0       | 0       | 0       | 0       | 0       | 2            | 1            | 0            | 1            | 3            | 2            | 2      | 1      | 0      | 1      | 3      | 2      | +1  |
| Totale                | -     | 18      | 7       | 8       | 3       | 20      | 9       | 20           | 9            | 6            | 5            | 31           | 22           | 38     | 16     | 14     | 8      | 51     | 31     | +20 |

### Andamento in campionato
| Giornata  | 1  | 2 | 3 | 4 | 5 | 6 | 7 | 8 | 9 | 10 | 11 | 12 | 13 | 14 | 15 | 16 | 17 | 18 | 19 | 20 | 21 | 22 | 23 | 24 | 25 | 26 | 27 | 28 | 29 | 30 | 31 | 32 | 33 | 34 |
| --------- | -- | - | - | - | - | - | - | - | - | -- | -- | -- | -- | -- | -- | -- | -- | -- | -- | -- | -- | -- | -- | -- | -- | -- | -- | -- | -- | -- | -- | -- | -- | -- |
| Luogo     | C  | T | T | C | T | C | T | C | T | C  | T  | C  | T  | C  | T  | C  | T  | T  | C  | C  | T  | C  | T  | C  | T  | C  | T  | C  | T  | C  | T  | C  | T  | C  |
| Risultato | N  | V | V | N | N | V | P | P | P | N  | V  | N  | V  | V  | N  | V  | V  | P  | V  | N  | V  | N  | N  | N  | V  | N  | N  | V  | N  | V  | P  | P  | V  | V  |
| Posizione | 11 | 6 | 2 | 4 | 6 | 3 | 7 | 8 | 9 | 9  | 7  | 8  | 6  | 6  | 8  | 3  | 2  | 3  | 2  | 3  | 3  | 2  | 4  | 4  | 4  | 4  | 4  | 4  | 4  | 3  | 4  | 4  | 3  | 3  |

Legenda:

Luogo: C = Casa; T = Trasferta. Risultato: V = Vittoria; N = Pareggio; P = Sconfitta.

### Statistiche dei giocatori
| Giocatore         | 2. Bundesliga | 2. Bundesliga | 2. Bundesliga | 2. Bundesliga | Relegation Bundesliga | Relegation Bundesliga | Relegation Bundesliga | Relegation Bundesliga | Coppa di Germania | Coppa di Germania | Coppa di Germania | Coppa di Germania | Totale   | Totale | Totale      | Totale     |
| Giocatore         | Presenze      | Reti          | Ammonizioni   | Espulsioni    | Presenze              | Reti                  | Ammonizioni           | Espulsioni            | Presenze          | Reti              | Ammonizioni       | Espulsioni        | Presenze | Reti   | Ammonizioni | Espulsioni |
| ----------------- | ------------- | ------------- | ------------- | ------------- | --------------------- | --------------------- | --------------------- | --------------------- | ----------------- | ----------------- | ----------------- | ----------------- | -------- | ------ | ----------- | ---------- |
| D. Orlishausen    | 32            | 0             | 0             | 0             | 2                     | 0                     | 0                     | 0                     | 2                 | 0                 | 0                 | 0                 | 36       | 0      | 0           | 0          |
| F. Stritzel       | -             | -             | -             | -             | -                     | -                     | -                     | -                     | -                 | -                 | -                 | -                 | -        | -      | -           | -          |
| R. Vollath        | 2             | 0             | 0             | 0             | -                     | -                     | -                     | -                     | -                 | -                 | -                 | -                 | 2        | 0      | 0           | 0          |
| E. de Santis      | -             | -             | -             | -             | -                     | -                     | -                     | -                     | -                 | -                 | -                 | -                 | -        | -      | -           | -          |
| D. Gordon         | 27            | 2             | 4             | 0             | 2                     | 0                     | 1                     | 0                     | 1                 | 0                 | 0                 | 0                 | 30       | 2      | 5           | 0          |
| M. Gulde          | 32            | 2             | 6             | 0             | 2                     | 0                     | 1                     | 0                     | 2                 | 0                 | 0                 | 0                 | 36       | 2      | 7           | 0          |
| D. Kempe          | 13            | 0             | 3             | 0             | 1                     | 0                     | 0                     | 0                     | 2                 | 0                 | 0                 | 0                 | 16       | 0      | 3           | 0          |
| P. Klingmann      | 6             | 0             | 0             | 0             | -                     | -                     | -                     | -                     | -                 | -                 | -                 | -                 | 6        | 0      | 0           | 0          |
| J. Mauersberger   | 11            | 0             | 1             | 0             | -                     | -                     | -                     | -                     | 1                 | 1                 | 0                 | 0                 | 12       | 1      | 1           | 0          |
| P. Max            | 22            | 0             | 4             | 0             | 2                     | 0                     | 0                     | 0                     | 1                 | 0                 | 0                 | 0                 | 25       | 0      | 4           | 0          |
| Y. Sallahi        | 5             | 0             | 0             | 0             | -                     | -                     | -                     | -                     | -                 | -                 | -                 | -                 | 5        | 0      | 0           | 0          |
| M. Stoll          | 3             | 0             | 0             | 0             | 1                     | 0                     | 0                     | 0                     | -                 | -                 | -                 | -                 | 4        | 0      | 0           | 0          |
| S. Traut          | 4             | 0             | 0             | 0             | -                     | -                     | -                     | -                     | 1                 | 0                 | 0                 | 0                 | 5        | 0      | 0           | 0          |
| B. Barry          | 4             | 0             | 1             | 0             | -                     | -                     | -                     | -                     | -                 | -                 | -                 | -                 | 4        | 0      | 1           | 0          |
| J. Dehm           | -             | -             | -             | -             | -                     | -                     | -                     | -                     | -                 | -                 | -                 | -                 | -        | -      | -           | -          |
| T. Grupp          | -             | -             | -             | -             | -                     | -                     | -                     | -                     | -                 | -                 | -                 | -                 | -        | -      | -           | -          |
| G. Krebs          | 20            | 0             | 2             | 0             | 2                     | 0                     | 1                     | 0                     | 1                 | 1                 | 0                 | 0                 | 23       | 1      | 3           | 0          |
| M. Torres         | 31            | 5             | 5             | 1             | 2                     | 0                     | 0                     | 0                     | 2                 | 0                 | 0                 | 0                 | 35       | 5      | 5           | 1          |
| J. Meffert        | 25            | 0             | 2             | 0             | 2                     | 0                     | 1                     | 0                     | 1                 | 0                 | 0                 | 0                 | 28       | 0      | 3           | 0          |
| M. Mehlem         | -             | -             | -             | -             | -                     | -                     | -                     | -                     | -                 | -                 | -                 | -                 | -        | -      | -           | -          |
| J. Park           | 7             | 0             | 1             | 0             | -                     | -                     | -                     | -                     | -                 | -                 | -                 | -                 | 7        | 0      | 1           | 0          |
| D. Peitz          | 26            | 0             | 9             | 1             | 1                     | 0                     | 1                     | 0                     | 2                 | 0                 | 1                 | 0                 | 29       | 0      | 11          | 1          |
| E. Valentini      | 31            | 0             | 6             | 0             | 2                     | 0                     | 1                     | 0                     | 2                 | 0                 | 0                 | 0                 | 35       | 0      | 7           | 0          |
| S. Varnhagen      | 1             | 0             | 0             | 0             | -                     | -                     | -                     | -                     | 1                 | 0                 | 1                 | 0                 | 2        | 0      | 1           | 0          |
| R. Yabo           | 31            | 5             | 5             | 0             | 2                     | 1                     | 0                     | 0                     | 1                 | 0                 | 0                 | 0                 | 34       | 6      | 5           | 0          |
| H. Yamada         | 33            | 6             | 4             | 0             | 1                     | 0                     | 0                     | 0                     | 2                 | 0                 | 0                 | 0                 | 36       | 6      | 4           | 0          |
| R. Hennings       | 27            | 17            | 4             | 0             | 2                     | 1                     | 0                     | 0                     | 1                 | 0                 | 0                 | 0                 | 30       | 18     | 4           | 0          |
| I. Micanski       | 30            | 5             | 4             | 0             | 1                     | 0                     | 0                     | 0                     | 2                 | 1                 | 0                 | 0                 | 33       | 6      | 4           | 0          |
| D. Nazarov        | 25            | 2             | 3             | 0             | 2                     | 0                     | 1                     | 0                     | 2                 | 0                 | 0                 | 0                 | 29       | 2      | 4           | 0          |
| S. Alibaz         | 8             | 1             | 0             | 0             | -                     | -                     | -                     | -                     | 1                 | 0                 | 0                 | 0                 | 9        | 1      | 0           | 0          |
| K. van der Biezen | 12            | 0             | 3             | 0             | -                     | -                     | -                     | -                     | -                 | -                 | -                 | -                 | 12       | 0      | 3           | 0          |